# HMS Fortune (1746)
Pour les autres navires du même nom, voir HMS Fortune.
Le  HMS Fortune est une frégate  de type senau de 10 canons construite par les chantiers de Harwich pour la Royal Navy et lancée le 12 novembre 1744 sous le nom de Falcon. Elle est capturée le 28 septembre 1745 par la marine française, puis reprise par la Royal Navy le 6 mars 1746 et rebaptisée Fortune, nom qu'elle conserve jusqu'à ce qu'elle soit vendue le 20 mars 1770.

## Histoire
Le HMS Falcon est construit à Harwich par John Barnard sur des plans de Jacob Acworth. Il s'agit à l'origine d'un sloop de classe Merlin (en), lancé le 12 novembre 1744.
Son premier commandant est Richard Carteret. Il est capturé le 28 septembre 1745 par le corsaire français Deux Couronnes, un vaisseau de quatrième rang portant 30 canons. 
Le Falcon est repris par la Royal Navy, le 6 mars 1746 et est rebaptisé HMS Fortune.
Le 18 novembre 1759, l’Hébé qui fait partie de la flotte française d'Hubert de Brienne de Conflans qui se dirige vers le golfe du Morbihan, entre en collision avec le Robuste. Endommagée, elle reçoit quelques réparations de fortune. Ayant hissé le signal d’incommodité de manœuvre, elle met le cap sur Rochefort et ne participe donc pas à la bataille des Cardinaux.
Elle rencontre le Fortune, commandé par le capitaine Stuart, avant d’arriver à hauteur de la baie de Quiberon. 

« […] Le 16, j'avais dépêché le Fortune vers Quiberon pour avertir le capitaine Duff de bien se tenir sur ses gardes. Sur sa route, elle rencontra l‘Hébé, une frégate française de quarante canons, avec des mâts de fortune, et se battit contre elle pendant quelques heures. Le lieutenant Stuart, second du Ramillies, à qui j’avais confié le commandement de ce sloop, trouva malheureusement la mort. Les officiers survivants, après s’être consultés, prirent le parti de s’éloigner, comme trop inférieurs en forces […]. »

— Rapport de l’amiral Hawke à l’amirauté britannique, 24 novembre 1759.